# Индекс скорости удельного прироста стоимости
Индекс скорости удельного прироста стоимости (indicator of the speed of specific increment in value, IS) разработан для устранения недостатков NPV. В соответствии с руководством UNIDO NPV не позволяет сравнивать эффективность альтернативных проектов (Беренс, Хавранек, 1995, стр.240). Особенно это проявляется при сравнении эффективности разнопараметрических инвестиционных проектов. Под разнопараметрическими понимаются такие проекты, у которых одновременно отличаются три инвестиционных параметра: сумма инвестиций, расчетный период и ежегодные финансовые результаты (Коган, 2012).
Покажем это на следующем примере. Сравним эффективность покупки векселя А и векселя В. Эти сделки можно рассматривать как простейшие инвестиционные проекты с единственным оттоком и единственным притоком. Вексель А стоит 100 тыс. р. его выкупят через три года, заплатив при этом 150 тыс. р. Вексель В стоит 50 тыс. р., его выкупят через два года, заплатив при этом 70 тыс. р. При ставке дисконта 10 %, {\displaystyle NPV^{A}}= 12,7 тыс. р., что больше, чем {\displaystyle NPV^{B}}=7,85 тыс. р.
Таким образом, по NPV, проект А эффективнее проекта В. Казалось бы, инвестору выгоднее покупать векселя типа А. Однако, представим, что этот инвестор купит два векселя В. При этом он потратит те же 100 тыс. р., что и для покупки векселя А, но выгод получит больше: {\displaystyle NPV^{B+B}}= 15,7 тыс. р. таким образом, инвестиции в векселя типа В выгоднее, чем инвестиции в векселя типа А.
Эти два проекта отличаются не только по суммам инвестиций, но и по расчетным периодам: покупка векселя А — трехлетний проект, покупка векселя В — двухлетний проект. Если добавить в анализ и этот фактор, то покупка векселя А выглядит еще менее выгодной. Так, инвестор, имеющий только 100 тыс. р., за шесть лет сможет только дважды купить вексель типа А (NPV этих двух сделок составит 22,24 тыс. р.), но трижды по два векселя типа В (NPV этих шести сделок составит 39,4 тыс. р.). Таким образом, в результате включения в анализ расчетного периода проектов, векселя типа В выглядят еще более эффективными, чем векселя типа А.
Из данного примера следует вывод, что для корректного анализа эффективности инвестиций, необходимо учитывать три фактора: NPV, сумму инвестиций и расчетный период проекта. Все эти факторы объединены в IS, поэтому при использовании этого показателя не возникают вышеуказанные проблемы. Для ординарного денежного потока расчет IS выполняется по следующей формуле:
{\displaystyle IS={\frac {NPV}{n\times I_{0}}}}
где n — расчетный период (от начала реализации инвестиционного проекта до момента его завершения);
{\displaystyle I_{0}} — инвестиции, осуществляемые в текущий (0-й) момент времени;
IS объединяет два экономических принципа: «больше» и «быстрее» и отражает количество рублей NPV, получаемых ежегодно на каждый рубль инвестиций. Единицы измерения IS: руб./руб. в год. Проект эффективен, если IS больше, либо равен 0. Из нескольких альтернативных инвестиционных проектов выигрывает тот, у которого IS больше.
Рассчитаем этот показатель для векселя А ({\displaystyle IS^{A}}) и для векселя В ({\displaystyle IS^{B}}):
{\displaystyle IS^{A}={\frac {12,7}{3\times 100}}=0,0423}
{\displaystyle IS^{B}={\frac {7,85}{2\times 50}}=0,0785}
Полученные результаты можно умножить на 100, что даст единицу измерения коп./р. в год: ({\displaystyle IS^{A}}) = 0,0423 р./р. в год = 4,23 коп./р. в год; ({\displaystyle IS^{B}}) = 0,0785 р./р. в год = 7,85 коп./р. в год.
Поскольку у неординарного чистого денежного потока инвестиции осуществляются не только в текущий момент, но и в любой другой момент времени, то формула IS принимает следующий вид:
{\displaystyle IS={\frac {NPV}{n\times \sum \limits _{t=0}^{n}{\frac {\left|COF_{t}\right|}{(1+k)^{t}}}}}}
где n — расчетный период;
t — момент (шаг проекта), в который осуществляются инвестиции;
{\displaystyle COF_{t}} — это отрицательные элементы чистого денежного потока (оттоки) на t-м шаге;
k — ставка дисконта (по которой осуществлялся расчет NPV).
Рассчитаем IS для неординарного денежного потока. Пусть в разработку некоего месторождения требуется вложить 100 млн.р. (в 0-й момент), в конце 1-го года это даст 70 млн.р., в конце 2-го года 80 млн.р., а в течение (на конец) 3-го года требуется вложить еще 15 млн.р. на проведение природоохранных мероприятий. Примем, что ставка дисконта 10 %. При таких данных мы получим, что NPV= 18,5 млн.р., а IS будет рассчитан таким образом:
{\displaystyle IS={\frac {18,5}{3\times \left({\frac {100}{(1+10\%)^{0}}}+{\frac {15}{(1+10\%)^{3}}}\right)}}=0,0616}
В редких случаях при использовании предложенных выше формул IS, возникают математические сложности, для исключения которых можно использовать модифицированную формулу (Коган, Соппа, 2014):
{\displaystyle IS={\frac {NPV}{PVIFA_{k,n}\times \sum \limits _{t=0}^{n}{\frac {\left|COF_{t}\right|}{(1+k)^{t}}}}}}
где {\displaystyle PVIFA_{k,n}} — коэффициент (фактор) текущей стоимости аннуитета, рассчитываемый по формуле:
{\displaystyle PVIFA_{k,n}=\sum \limits _{t=1}^{n}{\frac {1}{(1+k)^{t}}}={\frac {(1+k)^{n}-1}{k(1+k)^{n}}}}
Учет рисков возможен путем введения поправки на риск в значение ставки дисконта (k), либо с помощью иных методов. Так, IS можно использовать вместо NPV при анализе чувствительности и анализе сценариев реализации проекта.